# Anthophora squammulosa
Anthophora squammulosa är en biart som beskrevs av Dours 1869. Anthophora squammulosa ingår i släktet pälsbin, och familjen långtungebin. Inga underarter finns listade i Catalogue of Life.